# Ванденко, Андрей Евгеньевич
Андре́й Евге́ньевич Ванде́нко (также публикуется под псевдонимом Влади́мир Но́рдвик; род. 8 ноября 1959, Луганск, Украинская ССР) — российский журналист, с 1989 года специализирующийся в жанре интервью, автор нескольких тысяч бесед с высшими государственными деятелями, первыми лицами культуры, политики, спорта и бизнеса, лауреат профессиональных премий и наград, руководитель спецпроекта Информационного агентства России ТАСС — «Первые лица».
Получил признание в профессиональной журналистской среде благодаря способности делать интервью-портреты «в полный рост» — раскрывать собеседников, задавать неудобные вопросы и при этом сохранять мирный ход беседы.

## Биография
Родился 8 ноября 1959 года в городе Луганске в семье выпускников Харьковского политеха, распределённых на Луганский тепловозостроительный завод после окончания института. Отец — Ванденко Евгений Дмитриевич, секретарь парткома угольного НИИ, внештатный помощник первого секретаря Луганского обкома партии. Мать — Ванденко Нина Владимировна (1934—2019), преподаватель теоретической механики и сопромата машиностроительного техникума. Младший брат Игорь Ванденко (1964-2024) в 1997—2016 годах работал шеф-редактором газеты «Новые Известия».
Публиковаться в газетах начал в четвёртом классе, в 1970 году победил в украинском республиканском конкурсе ко Дню Победы, напечатав рассказ про своего деда-ветерана войны Владимира Иосифовича Нордвика.
В 1977 году окончил среднюю школу № 30 Ворошиловграда (ныне Луганск) и в том же году поступил на факультет журналистики Киевского государственного университета имени Т. Г. Шевченко.

### Профессиональная деятельность
После окончания журфака КГУ в 1982 году публиковался в украинской республиканской молодёжной печати, с 1987 года работал собкором газеты «Пионерская правда» по Украине и Молдавии. В числе первых журналистов отправился освещать аварию на Чернобыльской АЭС. В 1989 году переведён на работу в Москву на должность редактора отдела информации, члена редколлегии газеты «Пионерская правда».
С 1989 года начал публиковать интервью в газетах «Труд», «Аргументы и факты», «Семья», «Независимая газета», «СПИДинфо», «Версия», журналах «Огонёк», «ОМ», «Птюч», «Премьер», «Лица» и др.
С 1992 года работал сначала ответственным секретарём, а в 1993—1994 годах — главным редактором частного еженедельника «Новый Взгляд». С середины 1990-х годов несколько лет вёл авторскую рубрику в газете «Комсомольская правда» — «Беседы с Андреем Ванденко», работал обозревателем в еженедельнике «Собеседник».
Активно публиковался в большинстве российских газет и журналов в качестве фрилансера. В качестве спецкора «Советского спорта» освещал Олимпийские игры в Пекине, Ванкувере, Лондоне, где готовил интервью с российскими чемпионами и призёрами Игр.
С мая 2003 по март 2014 года — обозреватель еженедельного общественно-политического журнала «Итоги», где подготовил более четырёхсот эксклюзивных интервью с наиболее известными людьми страны, в том числе, в авторской рубрике «История от первого лица».
После закрытия в марте 2014 года журнала «Итоги» приглашён гендиректором ТАСС Сергеем Михайловым на работу в ТАСС руководителем спецпроекта «Первые лица», в котором публикует интервью с российскими политиками и бизнесменами, руководителями министерств и ведомств, ведущими представителями законодательной и судебной власти, государственных корпораций и компаний. Написал книгу про губернатора Кузбасса Амана Тулеева «С моих слов записано верно».

## Премии
- 2006 — лауреат премии «Искра» в жанре «Интервью» за публикацию «Самосуд»[11] в журнале «Итоги»[12].
- 2016 — журналист года в жанре «Интервью» Ежегодного Всероссийского конкурса деловой журналистики РСПП по итогам 2015 года[13].
- 2021 — лауреат Национальной Премии за высшие достижения в области журналистики «ТЭФИ-Мультимедиа» в номинации DIGITAL «Интервьюер»[14].

## Телеинтервью
- «Владимир Путин» — интервью записано в рамках спецпроекта ТАСС «Первые лица» 13 ноября во Владивостоке[15]. Хронометраж — 82 минуты.
- Проект ТАСС «20 вопросов Владимиру Путину» (февраль — март 2020)[16]. 20 марта ТАСС принял решение показать заключительные серии единым фильмом[17].